# Red Bull Arena (Salzburg)
Red Bull Arena – stadion piłkarski znajdujący się na przedmieściach Salzburga w Austrii. Został oddany do użytku w 2003. Od tego czasu swoje mecze na tym obiekcie rozgrywa zespół Red Bull Salzburg (poprzednim obiektem drużyny był Lehener Stadion). Jego pojemność pierwotnie wynosiła 18 200 miejsc, w tym 5 000 miejsc stojących. W związku z organizacją przez Austrię i Szwajcarię Euro 2008 obiekt został powiększony do pojemności 31 895. 